# Heterops bicolor
Heterops bicolor är en skalbaggsart som beskrevs av Fisher 1936. Heterops bicolor ingår i släktet Heterops och familjen långhorningar.
Artens utbredningsområde är Kuba. Inga underarter finns listade i Catalogue of Life.